# مرگ‌افزار
مرگ‌افزار (نام علمی: Hoplophoneus) یک سرده از پستانداران گوشت‌خوارسان منقرض‌شده متعلق به تیره شمشیردندان‌نمایان است که از اواخر دوره ائوسن تا اوایل دوره الیگوسن و بین حدود ۳۵ تا ۲۹ میلیون سال پیش به مدت تقریباً ۶ میلیون سال در سرزمین‌های آمریکای شمالی می‌زیست. این سرده از جمله نخستین پستانداران درنده‌ای بود که از آن‌ها با عنوان گربه دندان‌خنجری یاد می‌شود.

## توصیف

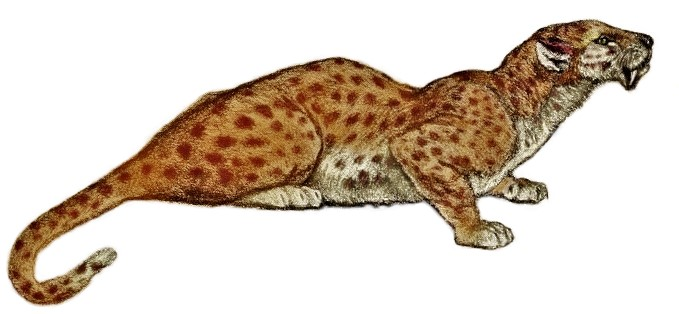
بازسازی هنری از پیکر مرگ‌افزار کهن

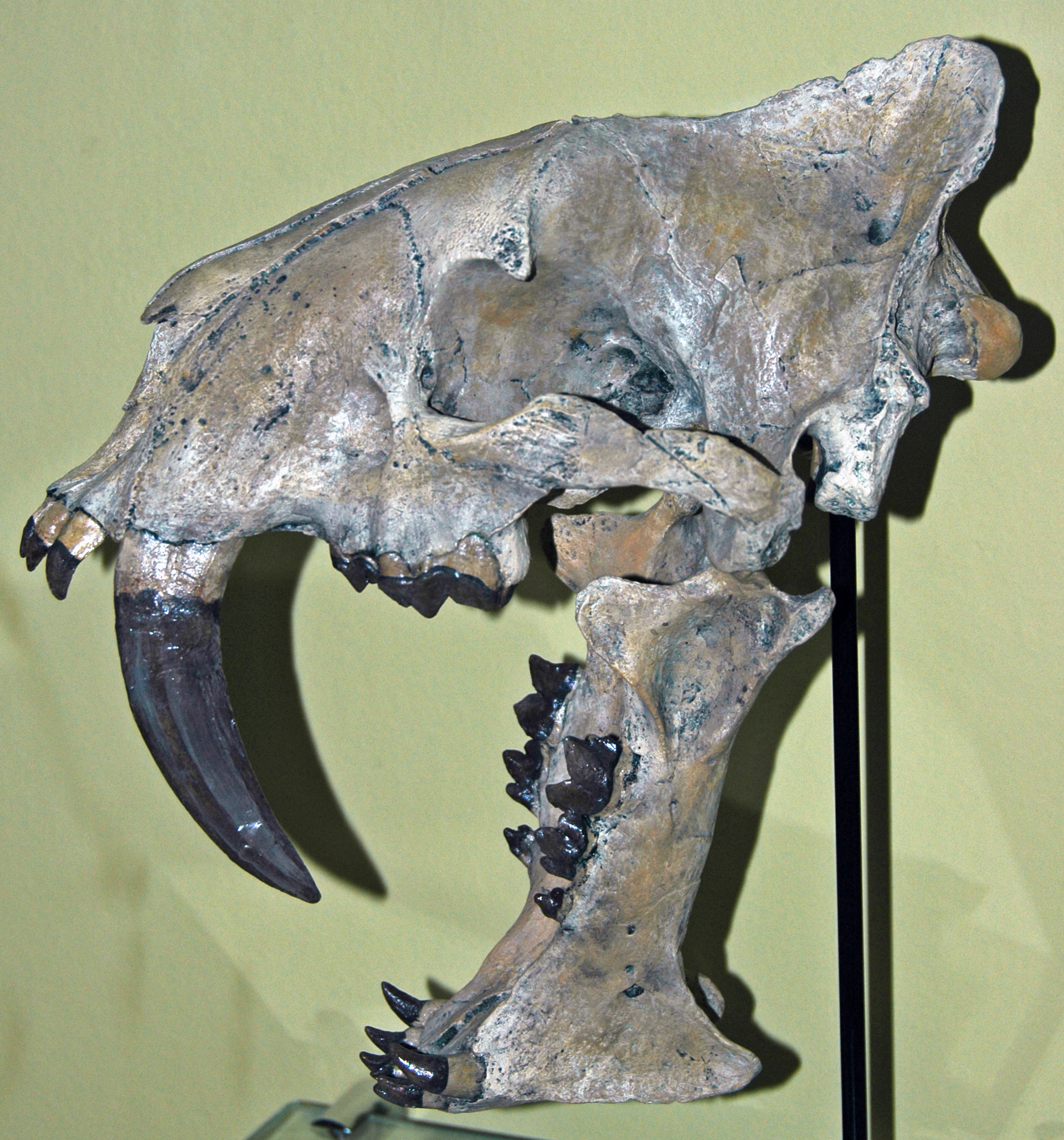
نمایی از جمجمه مرگ‌افزار باختری

مرگ‌افزار اگرچه از خانواده گربه‌ایان نبود اما از لحاظ ظاهری شبیه گربه‌ایان بود و نسبت به آن‌ها از بدنی قوی‌تر و اندام حرکتی کوتاه‌تری برخوردار بود. بر اساس برآوردها بزرگ‌ترین نمونه مرگ‌افزار تا حدود ۱۶۰ کیلوگرم وزن داشت. گونه‌های مرگ‌افزار از کوچکی وشق تا بزرگی جگوار بودند. گونه مرگ‌افزار باختری در اندازه یک پلنگ درشت اندام بود و دندان‌های نیش آن نسبت به متوسط اندازه بدن این جانور تا حدودی بزرگ بودند. گونه مرگ‌افزار قاتل بزرگ‌جثه‌تر بود و گونه مرگ‌افزار کهن دارای یک جفت دندان نیش بسیار بلند در فک بالا همراه با غلاف‌های استخوانی بزرگ و برجسته در فک پایین به منظور حفاظت از دندان‌های نیش فک بالا بود.